# Dertigers (Vlaamse televisieserie)
Dertigers is een Belgische Nederlandstalige fictiereeks over een hechte vriendengroep van zes dertigers die tussen 7 januari 2019 en 17 februari 2022 werd uitgezonden op Eén. Daarna verscheen het vijfde seizoen via streaming op VRT MAX.
Pieter, Nora, Tinne, Bart, Alex en Saartje zijn al bevriend sinds hun studententijd in Antwerpen. De zes worstelen met de uitdagingen van hun generatie, het evenwicht tussen werk en gezin en de geheimen van een onverwerkt trauma dat hen onlosmakelijk met elkaar verbindt, maar hen ook uit elkaar dreigt te drijven.
Op 18 mei 2020 startte een Nederlandse remake Dertigers, uitgezonden door BNNVARA op NPO 3.
Op 23 april 2023 startte een Belgische Franstalige remake Trentenaires, uitgezonden op Tipik, de tweede zender van de RTBF. Deze serie is ook beschikbaar op RTBF Auvio.

## Inhoud

### Start van de serie
De zes dertigers vormen een dwarsdoorsnede van hun generatie. Ze zijn single, getrouwd of gescheiden, met of zonder kinderen, in een klassiek of nieuw samengesteld gezin. Ze zijn hetero of homo en hebben een druk sociaal en/of familiaal leven.
Het zijn onafscheidelijke vrienden sinds hun studententijd, toen ze samen op kot zaten. Dat is ondertussen al vijftien jaar geleden. In de loop van de jaren is er veel gebeurd. Ze hebben samen heel wat hindernissen overwonnen. Nu iedereen in de groep halverwege de dertig is, staat de vriendenkring mogelijk op een keerpunt: er komen kleine en grote geheimen en spanningen aan het oppervlak die hun vriendschap op de proef stellen.
De eerste aflevering haalde 681.002 kijkers.

### Tweede seizoen
Ruim een week nadat Dertigers op Eén begon, kondigde de zender aan dat er een tweede seizoen zou komen. De opnames vonden plaats in de lente en zomer van 2019. Het tweede seizoen werd uitgezonden vanaf 6 januari 2020.

### Derde seizoen
Op 29 januari 2020 werd bekendgemaakt dat er een derde seizoen komt van de serie. Door de coronapandemie van 2020 werden de opnames uitgesteld.Op 5 april 2021 startte het derde seizoen.

### Vierde seizoen
Op 10 januari 2022 ging het vierde seizoen van start met enkele nieuwe personages zoals Caroline (nieuwe vriendin Bart), Thomas (zoon Caroline) en Kim (moeder Renée).
Seizoen 4 werd het slotseizoen van de reeks met deze personages.

### Vijfde seizoen
Vanaf 12 augustus 2023 werd ook het vijfde seizoen uitgezonden op VRT Eén. Dit was een nieuwe reeks met geheel nieuwe personages. Laura (Emma Moortgat), Nele (Sofie Joan Wouters), Jonas (Gilles van Hecke), Ruben (Roman van Houtven) en Sami (Issam Dakka) leerden elkaar kennen bij de Chiro en zijn nog steeds vrienden.

### Zesde seizoen
Het zesde seizoen borduurt voort op het vijfde en staat vanaf 21 maart 2024 integraal op VRT Max. In dit seizoen zoekt ook Lies, de vriendin van Sami, haar plaatsje in de vriendengroep.

### Zevende seizoen
Het derde hoofdstuk van het verhaal rond deze vriendengroep werd vanaf 23 juni 2025 uitgezonden op VRT Max.

## Rolverdeling

### Hoofdpersonages
| Acteur             | Personage                | Periode   | Afleveringen               |
| ------------------ | ------------------------ | --------- | -------------------------- |
| Yannick De Coster  | Pieter Leirs             | 2019-2022 | 1-96                       |
| Kim Van Oncen      | Saar 'Saartje' De Smet   | 2019-2022 | 1-32, 34-35, 37, 40, 44-96 |
| Ellen Verest       | Nora Dushku              | 2019-2022 | 1-73, 81, 89, 96           |
| Tom Dingenen       | Bart Van Roelenbosch     | 2019-2022 | 1-96                       |
| Evelien Van Hamme  | Tinne Dejaeghere         | 2019-2022 | 1-96                       |
| Kristof Goffin     | Alexander 'Alex' Hudders | 2019-2022 | 1-96                       |
| Yemi Oduwale       | Elias Seffa              | 2019-2022 | 1-96                       |
| Carmen Lauwers     | Caroline 'Caro' Baetens  | 2022      | 73-96                      |
| Issam Dakka        | Sami Fadil               | 2023-2025 | 97-168                     |
| Malik Mohammed     | Marvin                   | 2023-2025 | 97-168                     |
| Emma Moortgat      | Laura Meersman           | 2023-2025 | 97-168                     |
| Idalie Samad       | Ada                      | 2023-2025 | 97-168                     |
| Gilles Van Hecke   | Jonas Van Caneghem       | 2023-2025 | 97-168                     |
| Sofie Joan Wouters | Nele Meersman            | 2023-2025 | 97-168                     |
| Roman Van Houtven  | Ruben                    | 2023-2025 | 97-168                     |
| Ellis Meeusen      | Lies Van Loutem          | 2024-2025 | 121-168                    |

### Neven- en gastpersonages
In deze lijst staan enkel personages die in minstens drie afleveringen voorkwamen.
| Acteur                 | Personage              | Periode   | Afleveringen                                                                                        |
| ---------------------- | ---------------------- | --------- | --------------------------------------------------------------------------------------------------- |
| Bente Slembrouck       | Louise Van Roelenbosch | 2019-2022 | 1-5, 10-25, 28-32, 37-40, 42, 44-51, 54, 58-61, 66, 68-74, 76-77, 79-93, 96                         |
| Alec Putnik            | Robbe Van Roelenbosch  | 2019-2022 | 1-5, 10-21, 24-25, 28-30, 32, 37-41, 43-51, 54, 58-61, 66-69, 71-74, 76-77, 79-81, 83, 86-93, 95-96 |
| Ron De Rauw            | Hans                   | 2020-2022 | 37-42, 45, 47-53, 56-61, 64-65, 67-69, 71-73, 96                                                    |
|                        | Vicky                  | 2021-2022 | 60, 65-66, 70-72, 76-77, 79-80, 82-83, 88, 91, 96                                                   |
| Linn Vandeborne        | Renée Mertens          | 2021-2022 | 71-89, 92-96                                                                                        |
| Cédric Galle           | Thomas Baetens         | 2022      | 73-74, 76-77, 79-85, 87-91, 93, 96                                                                  |
| Idalie Samad           | Kimberly Mertens       | 2022      | 73-75, 77, 79-80, 83-86, 88-89, 91, 93-96                                                           |
|                        | Bob De Smet            | 2022      | 80-82, 94-95                                                                                        |
| Luc de Ruelle          | Ronny Leirs            | 2019-2022 | 4, 8, 14-15, 19, 22-24, 30, 35, 37, 43, 45, 51, 58, 71-72, 81, 93                                   |
| Nicky Budts            | Colette                | 2019-2022 | 4, 8, 14-15, 18-19, 22-23, 30, 33, 35, 37, 43, 45, 51, 58, 81, 93                                   |
| Ruben Francq           | Nick                   | 2021-2022 | 50, 52, 58-59, 61, 65, 67, 73, 76, 88, 92                                                           |
| Matthijs Vos           | Lucas Leirs            | 2019-2022 | 1, 5, 8, 11-15, 18-19, 23, 25-30, 34-36, 38-39, 43-46, 48-49, 55-61, 72-73, 78-81, 83-84, 89-91     |
|                        | Michiel                | 2022      | 80, 82, 85                                                                                          |
| Rose-Marie Christiaens | Sylva Verhaeghe        | 2019-2022 | 4-5, 7-9, 11, 15-17, 20-22, 27, 31, 46, 50, 52, 58, 65, 67, 72-77, 80-81                            |
| Truus de Boer          | Anke Costima           | 2019-2022 | 10, 21-22, 26, 28-32, 34-36, 38, 41-42, 46, 50, 53, 55-56, 64, 67, 70, 74-76, 78                    |
| Katrijn Govaert        | An Denoo               | 2019-2022 | 1, 25, 28-30, 32-34, 36, 39, 42, 45-47, 49, 52, 55-56, 61, 65, 70-73                                |
| Stef Vanlee            | Steven Somers          | 2020-2021 | 30-32, 34-35, 37-39, 41-47, 50-52, 55-57, 59, 61, 64-67, 69-72                                      |
| Diverse kinderen       | Ina Dushku-Coppens     | 2019-2021 | 24-25, 27, 29-35, 39, 41, 43-44, 48-49, 52, 60, 64-65, 71                                           |
| Amber Janssens         | Claire                 | 2020-2021 | 27, 31-32, 34-35, 37, 40-43, 48, 50, 52, 54, 64-67, 69-70                                           |
| Saartje Van de Steene  | Barbara 'Babs' Lox     | 2019-2021 | 1-15, 19, 43, 54, 56-57, 59-61, 64-69                                                               |
|                        | Bente                  | 2019-2021 | 5, 43, 56, 59-60                                                                                    |
| Nick de Vucht          | Kobe                   | 2019-2021 | 7, 9-10, 13-15, 18-21, 27, 55, 60                                                                   |
| Adje Van Oekelen       | Adje                   | 2019-2021 | 19-21, 26, 54                                                                                       |
| Dave Nauwelaerts       | Jeroen Coppens         | 2019-2021 | 1-18, 21-22, 24-25, 29-30, 33-34, 37, 53                                                            |
| Jonathan Lambrechts    | Bram Hudders           | 2020      | 32, 36, 47-48                                                                                       |
| Ilse Janssens          | Viviane                | 2020      | 40, 42, 44, 47-48                                                                                   |
| René De Corst          | Mark Hudders           | 2020      | 38-39, 41-42, 44, 46-47                                                                             |
|                        | Georges Roelandt       | 2020      | 35-36, 42                                                                                           |

## Kijkcijfers
| Seizoen | Aflevering | Uitgezonden op  | Kijkcijfers |
| ------- | ---------- | --------------- | ----------- |
| 1       | 1          | 7 januari 2019  | 681.002     |
| 1       | 2          | 8 januari 2019  | 744.909     |
| 1       | 3          | 9 januari 2019  | 502.456     |
| 1       | 4          | 10 januari 2019 | 571.339     |
| 1       | 5          | 14 januari 2019 | 544.306     |
| 1       | 6          | 15 januari 2019 | 552.989     |
| 1       | 7          | 16 januari 2019 | 431.095     |
| 1       | 8          | 17 januari 2019 | 508.802     |

## Trivia
- In 2019 was ook de Spotify-lijst met de muziek van Dertigers populair. Daardoor werd er beslist een Dertigers - The Party! te organiseren.[6]
- Als aansluiting op het tweede seizoen brengt Eén elke week een aflevering uit van Dertigers in't Echt waarin acht onbekende dertigers samengebracht worden en praten over thema's die in de serie aan bod komen.